# François Chamalaun
François (Frans) Henri Chamalaun (Maastricht, 6 september 1937 – 13 april 2024) was een in Australië woonachtige Nederlandse geoloog gespecialiseerd in natuurlijke elektromagnetische inductie, en paleomagnetisme in het bijzonder. Hij was de ontdekker van 's werelds langste tellurische stroom, een natuurlijke elektrische stroom in de bodem van Australië.
Chamalaun’s werk was van groot belang voor de geofysica dankzij zijn leidende rol in de ontwikkeling van het Australia-Wide Array of Geomagnetic Stations (AWAGS). Gedurende zijn 40-jarige loopbaan aan Flinders University ontwikkelde hij een draagbare, zelfvoorzienende driecomponenten-magnetometer, waarmee voor het eerst een continentaal netwerk voor geomagnetische metingen mogelijk werd gemaakt in onder meer Australië, Brazilië, Indonesië, India en Nieuw-Zeeland. Dit netwerk leverde unieke, fijnmazige gegevens op over de ruimtelijke en temporele variaties in het aardmagnetisch veld, wat van belang was voor het begrijpen van geomagnetische structuren en geïnduceerde stromen. Chamalaun’s technologische innovaties en wetenschappelijke visie hebben daarmee wereldwijd bijgedragen aan kennis over de elektromagnetische eigenschappen van de aarde. 

## Levensloop

### Jeugd
François werd in september 1937 te Maastricht geboren. Hij was de eerste kind van François Jean Chamuleau (1906–1974) en Elisabeth Chamuleau - van der Voort (1903–1999). De familie Chamuleau, in geschrifte overigens Chamalaun, was een katholiek gezin dat uiteindelijk zes kinderen zou hebben: Frans, Wim, Rob, en drie zussen. Het gezin was relatief arm met als kostwinner een vader die leraar Wis- en Natuurkunde was aan de Gemeente HBS te Maastricht.

### Opleiding en carrière
In de zomer van 1957 vestigde Chamalaun zich in Leiden, alwaar hij aan de universiteit van Leiden zijn studie Wis- en natuurkunde deed. In het begin van 1959 legde hij succesvol zijn kandidaatsexamen af.
Een klein jaar later trouwde hij na een korte periode van ondertrouw met Tilly Epskamp (1933–2016), met wie hij begin 1960 naar Engeland verhuisde. Hij deed er zijn promotieonderzoek en verkreeg zijn doctorstitel met de thesis Thermal demagnetization of red sediments (1963), aan de King's College van de Universiteit van Durham in New Castle upon Tyne.
In de zomer van 1963 ging hij aan de slag als research fellow in de Department of Geophysics and Geochemistry van de Australian National University (ANU) in Canberra, Australië. Hij deed er met name onderzoek in de paleomagnetische laboratorium te Black Mountain, Acton.

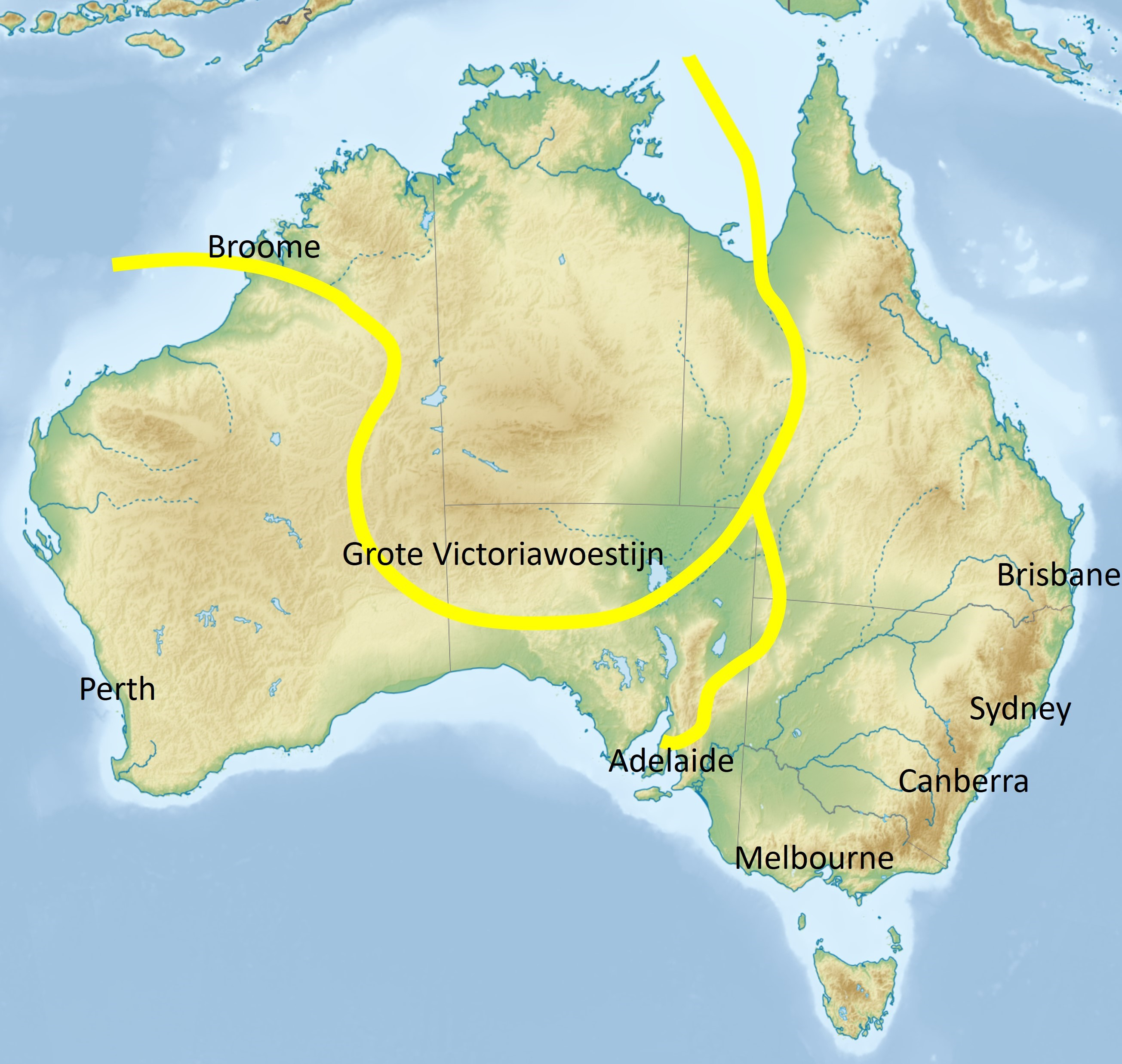
De in 1991 door Chamalaun ontdekte tellurische stroom in Australië

Vanaf 1969 deed hij onderzoek als geofysicus aan de Flinders University. Hij was er tevens een gewaardeerde docent in de batchelorsopleiding Aardwetenschappen. Zijn onderzoek dekte in het algemeen de natuurlijke elektromagnetische inductie in de aarde. In de jaren 1970 droeg Chamalaun bij aan een natieweide onderzoek met de ontwikkeling en toepassing van fluxgate-instrumenten. In 1991 ontdekte hij een van 's werelds langste tellurische stromen, een natuurlijke elektrische stroom in de bodem van Australië. Deze stroom loopt van Broome in het noordwesten van het continent door sedimentaire gesteenten over meer dan 6000 kilometer naar de Zuidaustralische Woestijn en heeft een breedte van tussen tachtig en honderdzestig kilometer.

### Marfan
Na een lange geschiedenis met aneurisma's bleek Chamalaun in 2014 een zeldzame variant van het syndroom van Marfan te hebben. Zijn ervaring met hoe hij en zijn familie - die eveneens een geschiedenis van aorta-aneurysma's bleek te hebben - er mee omgegaan is heeft hij tijdens de RACP Congress 2016 in Adelaide gedeeld. Later heeft hij ook bijgedragen aan een medisch-wetenschappelijk artikel hierover.

## Publicaties
Chamalaun deed jarenlang geofysisch onderzoek en heeft er tientallen artikels gepubliceerd in gerenommeerde wetenschappelijke tijdschriften als Nature en New Scientist. Hij droeg ook bij aan meer generalistische natuurwetenschappelijke werken, zoals de in Nederland veelvuldig gerefereerde Van Stevin tot Lorentz. Portretten van Nederlandse natuurwetenschappers (1980).
Hieronder een selectie van zijn werk:
- (en) Chamalaun, F.H. en Creer, K.M.  (27 april 1963). A Revised Devonian Pole for Britain. Nature  (4878): p.375
- (en) Chamalaun, F. H., 1963. Thermal demagnetization of red sediments (Thesis), University of Durham.
- (en) McDougall, Ian; H. L. Allsopp; F. H. Chamalaun. “Isotopic Dating of the Newer Volcanics of Victoria, Australia, and Geomagnetic Polarity Epochs.” Journal of Geophysical Research 74 (1966): 6107–6118.[22]
- (en) I. McDougall; F.H. Chamalaun, Geomagnetic polarity scale of time, Nature, 212, 1415-1418,1966.
- (en) Chamalaun, F.H.; Grady, A.E. 1978. The tectonic development of Timor: a new model and its implications for petroleum exploration. A.P.E.A. Journal, 50:102-108.
- A.J. Kox; M. Chamalaun (red.), Van Stevin tot Lorentz. Portretten van Nederlandse natuurwetenschappers. Amsterdam 1980.
- (en) Chamalaun, F.H.; Prasad; S.N., Lilley, F.E.M. 1987, On the interpretation of the distinctive pattern of geomagnetic induction observed in Northwest India. Tectonophysics 140, 247-255
- (en) Chamalaun, F.; Barton, C. 1993, Electromagnetic induction in the Australian crust: results from the Australia-wide array of geomagnetic stations. Explor. Geophys. 24, 179-186. Een vergelijkbaar artikel is (en) Chamalaun, F.H.; Barton, C.E.  (30 augustus 1993). The Large-Scale Electrical Conductivity Structure of Australia. J. Geomag. Geoelec  (45)